# Kruk: Droga do nieba
Kruk: Droga do nieba (ang. The Crow: Stairway to Heaven) – serial fantasy z lat 1998-1999.

## Krótki opis
Serial został zrealizowany na podstawie filmu Kruk z 1994 r. Opowiada historię Erica, który wraz ze swoją dziewczyną został zamordowany przez bandytów. Jako człowiek-kruk powraca na ziemię i dokonuje zemsty.

## Główne role
- Sabine Karsenti – Shelly Webster (wszystkie 22 odcinki)[1]
- Mark Dacascos – Eric Draven (22)
- Jon Cuthbert – por. David Vincennes (16)
- John Pyper-Ferguson – Top Dollar/Jason Danko (4)
- Christina Cox – Jessica Capshaw (10)
- Suleka Mathew – Cordelia Warren (7)
- Lynda Boyd – Darla Mohr (14)
- Marc Gomes – detektyw Daryl Albrecht (22)
- Jude Lee – Wietnamka (1)
- Katie Stuart – Sarah Mohr (22)
- Ty Olsson – Funboy/George Jamieson (5)
- Gaetana Korbin – Shea Marino/Louise Moran (6)
- Julie Dreyfus – India Reyes (2)
- Zak Santiago – Curtis Bilbao (5)
- Jerry Wasserman – sędzia Paul Morrison (4)
- Jared Zabel – Casey Thompson (3)
- Joe Maffei – Caleb Cowan (3)
- Don Most – dr John Dorsett (2)
- Bobbie Phillips – Hannah Foster/Talon (2)
- Kadeem Hardison – Skull Cowboy (2)
- Mavor Moore – Frederick Balsam (2)
- Jarred Blancard – Jeffers (2)
- Luke Doucet – Egan (2)
- Alisa Tortolano – Rebecca Foster (2)
- Curtis Bechdholt – Jare Walsh (2)
- Jaimz Woolvett – James Pearl (2)
- John Tench – T-Bird (2)
- Darcy Laurie – Tin-Tin/Mike Tremayne (2)
- Alex Karzis – Nytmare (2)
- Jason Griffith – Hartley (2)
- Marcus Hondro – Gideon (2)